# 苏格兰修道院 (维也纳)

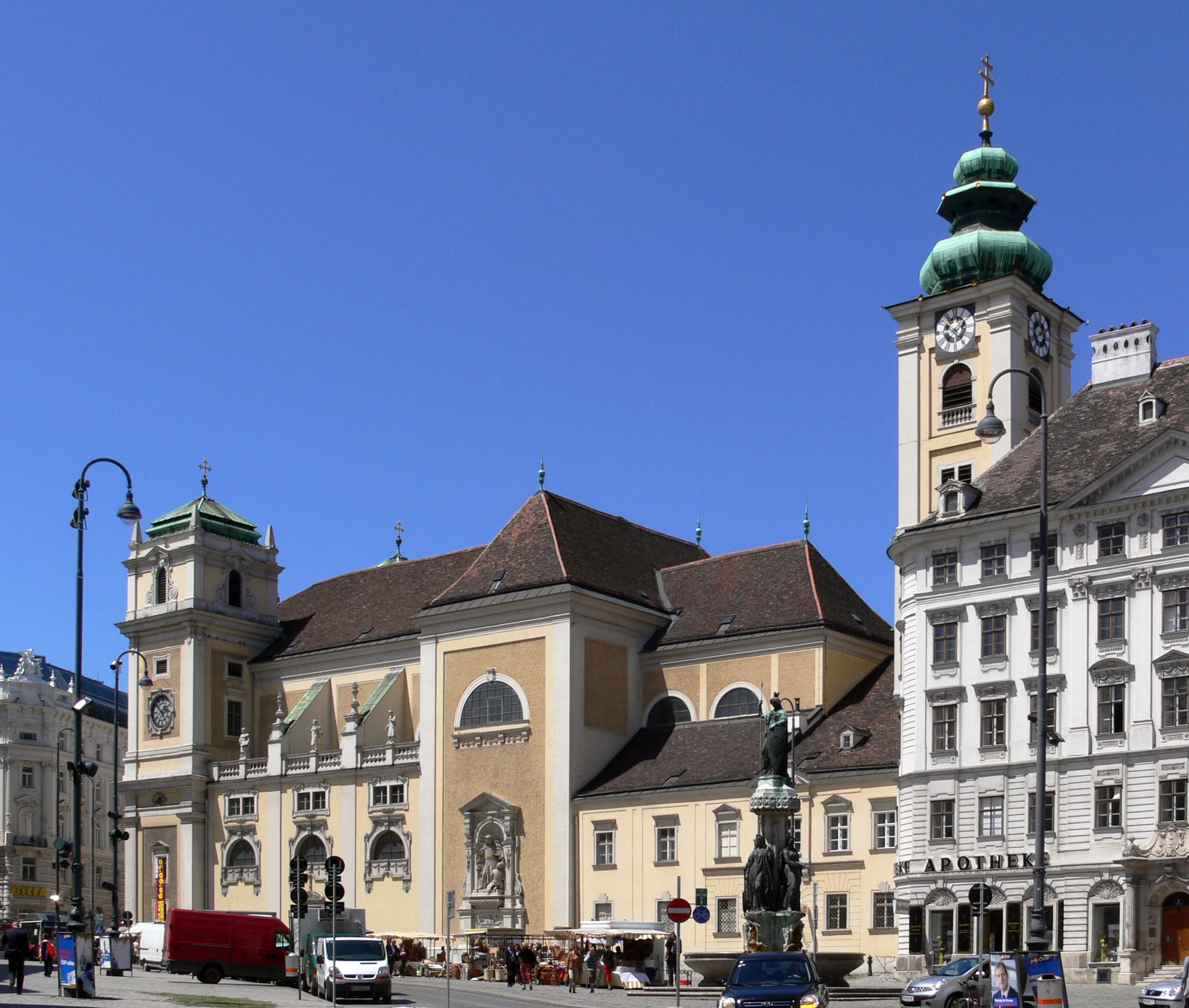
苏格兰修道院

苏格兰修道院（德語：Schottenstift），正式名称为“本笃会苏格兰圣母修道院”（德语：Benediktinerabtei unserer Lieben Frau zu den Schotten），是奥地利维也纳的一个罗马天主教修道院，成立于1155年，当时亨利二世将爱尔兰修士带到了维也纳。修士们并非直接来自爱尔兰，而是来自德国雷根斯堡的苏格兰修道院。自1625年起，该修道院属于本笃会。苏格兰修道院位于弗赖永广场6号。

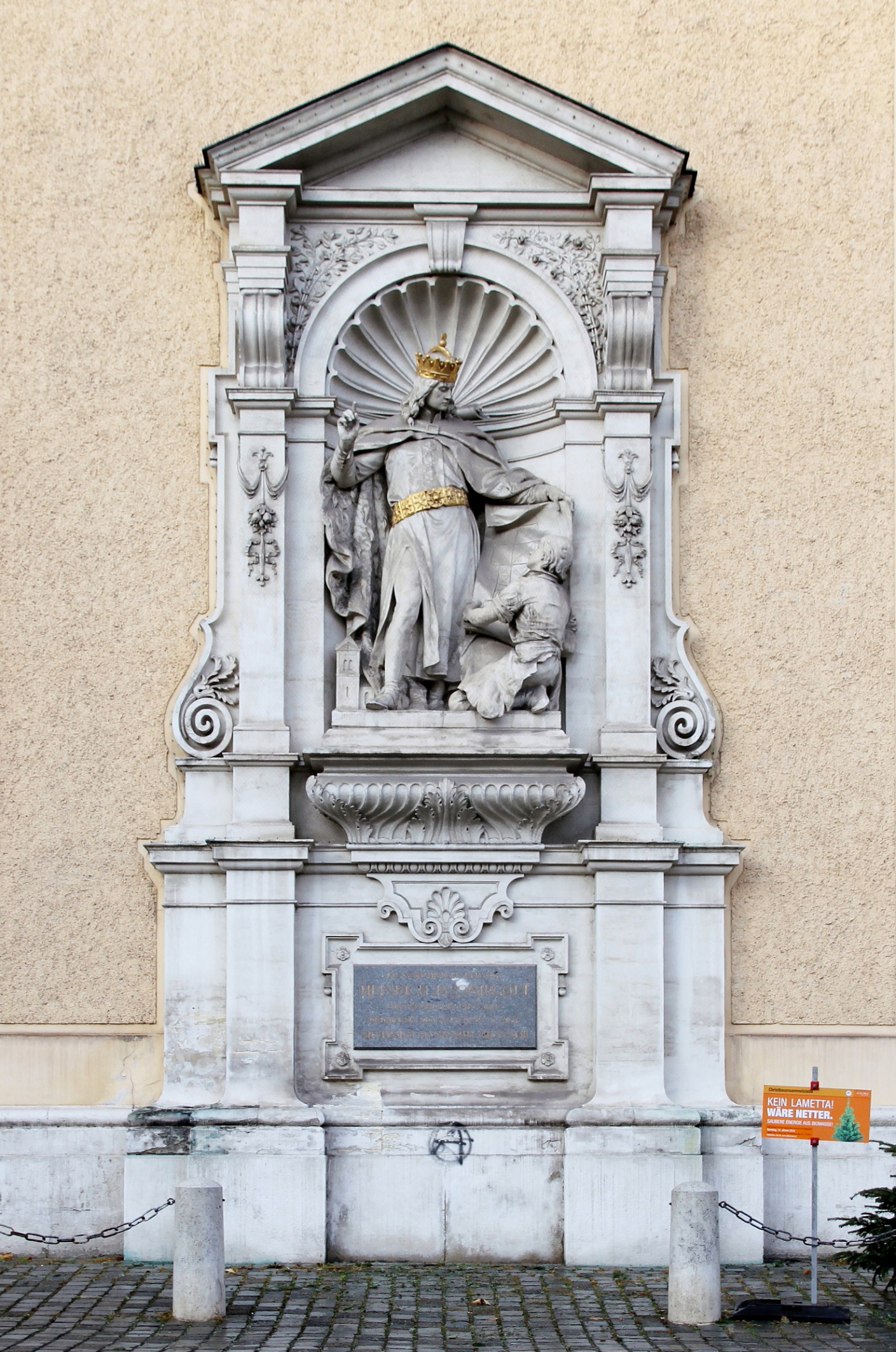
亨利二世像